# Syncomistes butleri
Syncomistes butleri är en fiskart som beskrevs av Vari, 1978. Syncomistes butleri ingår i släktet Syncomistes och familjen Terapontidae. Inga underarter finns listade i Catalogue of Life.